# زوجتي وحماتي (لوحة)

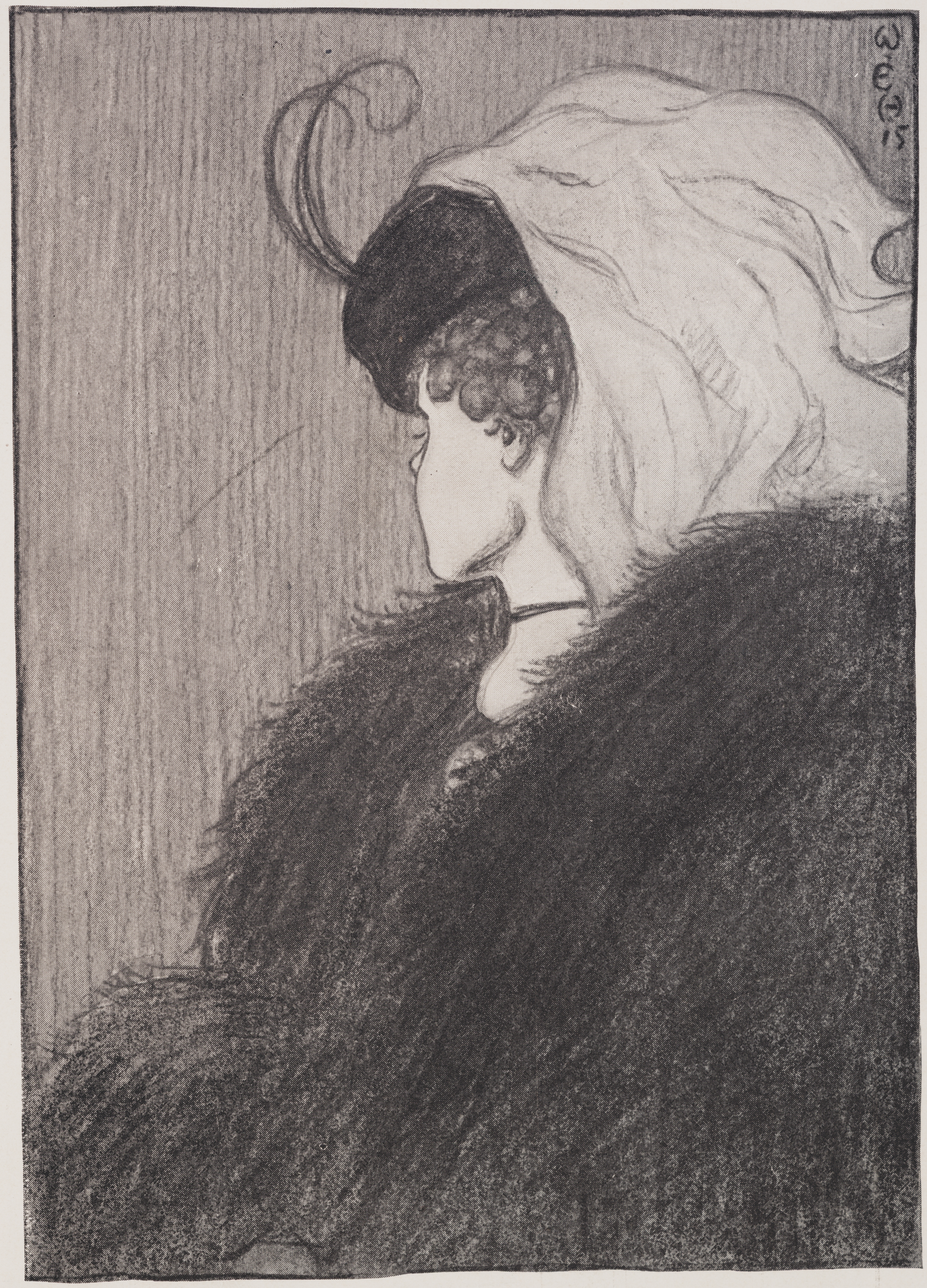
لوحة "زوجتي وحماتي" من عام 1915.

لوحة زوجتي وحماتي (بالإنجليزية: My Wife and My Mother-in-Law) هي من أشهر لوحات الخداع البصري ذات الأشكال الغامضة. قام برسمها فنان الكاريكاتير البريطاني إيلي ويليام هيل ونشرها في مجلة Puke الأمريكية عام 1915. وقد رسمها بحيث يتبادر للذهن لأول وهلة مشهد فتاة حسناء تلبس رداء مزركشاً وتضع على رأسها قبعة ذات ذؤابتين تتدليان على ظهرها. ولو دقق الناظر في الشكل لرأى صورة امرأة عجوز قبيحة متصابية، يقع فمها عند عنق الفتاة الحسناء، ويعلو أنفها ثؤلول صغير وترتدي القبعة ذاتها ذات الذؤابتين.